# メタンモノオキシゲナーゼ
メタンモノオキシゲナーゼ(methane monooxygenase)は、メタン代謝酵素の一つで、次の化学反応を触媒する酸化還元酵素である。
メタン + NAD(P)H + H+ + O2 {\displaystyle \rightleftharpoons } メタノール + NAD(P)+ + H2O
この酵素の基質はメタン、NADH(NADPH)、H+とO2で、生成物はメタノール、NAD+(NADP+)とH2Oである。補因子として鉄を用いる。
組織名はmethane,NAD(P)H:oxygen oxidoreductase (hydroxylating)で、別名にmethane hydroxylaseがある。